# Coupe du monde d'escalade de 2020
Navigation
31e édition 33e édition
La coupe du monde d'escalade de 2020 est la 32e édition de la coupe du monde d'escalade. En 2020, cette série d'épreuves débute le 21 août et se termine le 22 août. Cette compétition compte une étape avec une épreuve de difficulté. Initialement composé de dix étapes, le calendrier est bouleversé   par la pandémie de maladie à coronavirus pour finir par cette seule étape, à Briançon en France.

## Calendrier
En raison de la pandémie de maladie à coronavirus, le calendrier général de la saison se retrouve fortement affecté :
- Le 24 avril, les deux étapes françaises de Chamonix (11-13 juillet ; difficulté et vitesse) et de Briançon (18-19 juillet ; difficulté) sont reportées à une date ultérieure[1].
- Le 7 mai, l'IFSC annonce que les deux étapes suisses de Meiringen (3-4 avril ; bloc) et de Villars (2-4 juillet ; difficulté et vitesse) sont officiellement annulées[2].
- Le 26 juin, l'IFSC annonce le nouveau calendrier de la saison composée de six étapes : Briançon (FRA) (21-22 août ; difficulté), Salt Lake City (USA) (11-13 septembre ; bloc et vitesse), Séoul (KOR) (7-11 octobre ; difficulté, bloc et vitesse), Chongqing (CHN) (23-25 octobre ; bloc et vitesse), Wujiang (CHN) (30 octobre-1er novembre ; bloc et vitesse) et Xiamen (CHN) (4-6 décembre ; difficulté et vitesse)[3].
- Le 15 juillet, l'IFSC annule les trois étapes chinoises prévues pour cette saison à la suite de la décision du gouvernement chinois du 9 juillet de ne pas autoriser d’évènement sportif international en 2020[4].
- Le 1er septembre, l'IFSC annule également les deux étapes de Salt Lake City et de Séoul[5],[6].

## Classement général
L'IFSC a communiqué que dans le contexte de la pandémie de Covid-19, aucun trophée n'est attribué à la fin de la saison, ni aucun point décerné au classement mondial, en raison des restrictions de voyager qui pourraient toucher certains athlètes,.

## Étapes

### Étape du calendrier modifié
| Dates                     | Lieu     | Difficulté | Bloc     | Vitesse  |
| ------------------------- | -------- | ---------- | -------- | -------- |
| 21 août 2020-22 août 2020 | Briançon | X          | -        | -        |
| Total : 1 étapes          |          | 1 étapes   | 0 étapes | 0 étapes |

### Étapes prévues avant la pandémie du Covid-19
| Dates                           | Lieu           | Difficulté | Bloc     | Vitesse  |
| ------------------------------- | -------------- | ---------- | -------- | -------- |
| 3 avril 2020-4 avril 2020       | Meiringen      | -          | X        | -        |
| 17 avril 2020-19 avril 2020     | Wujiang        | -          | X        | X        |
| 8 mai 2020-10 mai 2020          | Séoul          | -          | X        | X        |
| 23 mai 2020-24 mai 2020         | Munich         | -          | X        | -        |
| 12 juin 2020-14 juin 2020       | Salt Lake City | -          | X        | X        |
| 25 juin 2020-28 juin 2020       | Innsbruck      | X          | X        | -        |
| 2 juillet 2020-4 juillet 2020   | Villars        | X          | -        | X        |
| 11 juillet 2020-13 juillet 2020 | Chamonix       | X          | -        | X        |
| 18 juillet 2020-19 juillet 2020 | Briançon       | X          | -        | -        |
| 9 octobre 2020-11 octobre 2020  | Xiamen         | X          | -        | X        |
| Total : 10 étapes               |                | 5 étapes   | 6 étapes | 6 étapes |

## Podiums de l'étape

### Difficulté

#### Hommes
| Étapes  | Lieu              | Or              | Argent       | Bronze         |
| ------- | ----------------- | --------------- | ------------ | -------------- |
| 21 août | Briançon (France) | Adam Ondra (15) | Domen Skofic | Jakob Schubert |

#### Femmes
| Étapes  | Lieu              | Or           | Argent         | Bronze       |
| ------- | ----------------- | ------------ | -------------- | ------------ |
| 21 août | Briançon (France) | Laura Rogora | Janja Garnbret | Fanny Gibert |